# Odry (zámek)
Zámek Odry je zaniklé panské sídlo, původně hrad, přestavěný na zámek. Zpočátku byly Odry součástí vévodství opavského, v roce 1377 pří dělení tohoto vévodství se staly příslušenstvím dílu, který tehdy připadl vévodům Přemkovi a Václavovi. Ovšem poprvé se Odry, tehdy ještě jako ves, připomínají v roce 1346.

## Historie zámku
Po roce 1380 zde nechal Petr ze Šternberka v severovýchodním nároží městských hradeb a na okraji svahu k pravému břehy řeky Odry vybudovat hrad. Hrad využil vhodné místo v nároží městských hradeb a od areálu města byl oddělen příkopem. Proti městu byl hrad údajně uzavřen křídlem s vysokou věží.
S původním hradem bylo možno opatrně spojovat jen některé zdi mezitraktové a to většinou jen pod úrovní terénu.

## Husitské války
V roce 1427 se města a hradu zmocnili husité a měli zde posádku až do roku 1433, kdy je odtud mocí vypudil opavský vévoda Přemek a Odry předal zpět Jiřímu ze Šternberka.

## Změna rodů
V roce 1446 získali Odry příslušníci rytířského rodu z Ludéřova, kteří potom používali jméno Oderští z Ludéřova. Tento rod byl majitelem Oder až do roku 1519, kdy je vystřídali bratři Jan a Václav z Fulštejna. Roku 1535 byly Odry předány Hynkovi staršímu ze Zvole a příslušníkům tohoto rodu patřilo oderské panství do roku 1612. Za nich byl hrad v Odrách zřejmě přestavěn do podoby blížící se renesančnímu zámku. Pravděpodobně se jednalo o čtyřkřídlou stavbu uzavírající obdélníkový dvůr.

V roce 1612 získali Odry příslušníci polského rodu Jiří a Jan Fridrich Síčové z Jagly, v letech 1616-1640 náleželo oderské panství Pražmům z Bílkova, kteří je velmi zadlužili, takže muselo být prodáno v dražbě. Odry tehdy koupil Jan Wintz, kterého však již roku 1642 vystřídala jeho dcera, která patřila do rodu Werdenberků. Werdenberkům Odry patřili do roku 1716, kdy pak přešli na Františka Leopolda Lichnovského z Voštic.

## Přestavba renesančního zámku
František Leopold nechal v letech 1730-1736 přestavět renesanční zámek barokně, snad za účasti význačného vídeňského architekta J. L. Hildebrandta. Při této přestavbě bylo zbořeno západní, k městu obrácené křídlo renesančního zámku, a zkrácená křídla severní a jižní. Vznikla tak dvoupatrová budova na půdoryse písmene U, krytá mansardovou střechou. Kratší boční křídla, která byla pozůstatkem severního a jižního křídla původní renesanční dispozice, uzavírala po stranách nově vytvořený čestný dvůr.

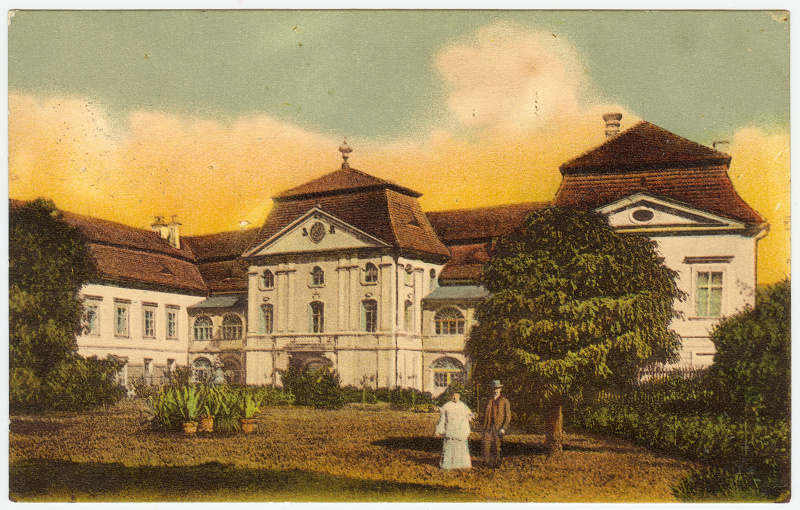
Zámek Odry

### Vzhled zámku
Hlavní křídlo zámecké budovy bylo na západní straně směrem do čestného dvora zvýrazněno mohutným dvouapůlpatrovým osovým rizalitem. K západní straně tohoto křídla byly při zmíněných úpravách přistavěny ochozy, které byly v přízemí oblouky otevřeny do nádvoří. Zdivo rizalitu i arkádových chodeb patřilo nepochybně k baroknímu období.
V interiéru se umělecky nejcennější částí stavby stala zámecká kaple Zvěstování Panny Marie umístěna v prvním patře v jižního bočního křídla a dokončena v roce 1734.

## Další rody vlastnící zámek
Lichnovští vlastnili oderské panství i s nově vybudovaným zámkem až do roku 1792, kdy bylo panství Marii Terezii Schlabrendorfové. Za její vlády byl v roce 1809 zámek změněn na vojenskou nemocnici.
Po její smrti byl zámek opět upravován a to pod vlivem klasicismu, což bylo viditelné hlavně na fasádě a parku. Byl zrušen příkop a odstraněna zeď obklopující zámeckou zahradu. Celé okolí zámku bylo tehdy proměněno v anglický park v němž byly umístěny odlitky antických soch. Za posledních majitelů se již podoba oderského zámku neměnila. K dalším rodům, kteří vlastnili zámek patřil polský rod Potockich. Po druhé světové válce hrabě Adam Potocki (letec RAF) předal zámek Československu.  

## Poškození zámku
Na jaře roku 1945 byl zámek poškozen při bojích o město, ale již koncem roku 1950 byl opraven a využit pro správní a kulturní potřeby. V opravené budově byly umístěny kanceláře, hudební škola, městský archiv, knihovna a loutková scéna. V roce 1954 byla v zahradě před zámkem umístěna socha J. V. Stalina a K. Gottwalda. Počátek konce zámku nastal, když 17. ledna 1964 vyhořel. Přestože zámecká stavba byla poškozena, nejednalo se o škody nenapravitelné a zpočátku se počítalo s její obnovou. Avšak nakonec dne 7. července 1966 došlo rozhodnutí tehdejšího MěNV Odry přes odpor památkářů a kulturní veřejnosti k demolici zámku odstřelem. Poslední zbytky zámku (sklepy) byly odstraňovány ještě po roce 1970. Na místě zámku byl po té postaven obchodní dům ODRA s masivní betonovu konstrukcí, který byl otevřen roku 1978.